# Бен-Гардан
Бен-Гардан (БенГардан) (араб. بنقردان‎) — город на юго-востоке Туниса (вилайет Меденин) на побережье Средиземного моря. Это последний крупный город в провинции Меденин с общей численностью населения в 66 567 жителей в 2014 году. Он расположен в 32 км от тунисско-ливийской границы. Находясь в 423 км по прямой и в 559 км по дороге от Туниса, это самый удалённый в стране от столицы город.
Во время Второй мировой войны аэродром Бен-Гардана использовался 57-й истребительной группой, которая с 9 по 21 марта 1943 года вылетала с аэродрома на P-40 Warhawk во время наступления 8-й армии из Ливии в Тунис. Также аэродром использовался для размещения Spitfire 601-й эскадрильи британских ВВС.
Как в Тунисе, так и в Ливии, Бен-Гардан наиболее известен как торговая дорога и открытый рынок обмена. Тунисцы пользуются наличием и разнообразием товаров в магазинах. Большая часть этих товаров в основном импортируется из Ливии и считается менее дорогой.
Город известен также большой популяцией верблюдов, насчитывающей около 15 000 голов, и ежегодным фестивалем верблюдов, проходящим в июне месяце.
В марте 2016 года ИГ в Ливии атаковало город, что привело к трёхдневной битве при Бен-Гардане.
Согласно The Washington Post, «сотни молодых людей покинули Бен-Гардан за последние три десятилетия, чтобы вести джихад в Ираке, Афганистане и Боснии, частично радикализированные репрессивным режимом, преследовавшим исламистов». Лидер Аль-Каиды в Ираке Абу Мусаб аз-Заркави сказал о Бен-Гардане: «Если бы он располагался рядом с Эль-Фаллуджей, мы бы освободили Ирак».

## Население и племенное разнообразие
Много веков назад существовал племенной союз твазин, представлявшийиз себя смесь берберов и арабов. Союз служил защитой от вторжений, особенно с востока в сторону Ливии. Нет никаких исторических записей о дате создания этого союза, но жители Бен-Гардана считают себя потомками связью твазин и, как говорят, гордятся этим союзом. Помимо твазинов, есть и другие крупные племена, такие как джелидат, рабаиа, которые участвовали в формировании наследия, культуры и образа жизни в Бен-Гардане.